# Julia Morán
Julia Morán Sánchez (Blimea, 1896-Vindoria, Langreo, 26 de noviembre de 1937), conocida como Julia Rico, fue una militante socialista y activista por la libertad e igualdad española que fue víctima de la represión franquista.

## Biografía
Morán nació en la localidad asturiana de Blimea, en el concejo de San Martín del Rey Aurelio, en 1896. En 1918 se casó Ramón Rico Fernández, que falleció en 1930, quedando viuda con 4 hijos. Se la conocía como Julia Rico.En 1932, se convirtió en conserje con derecho a vivienda en la Casa del Pueblo de Pola de Laviana gracias al Sindicato de Obreros Mineros de Asturias de la Unión General de Trabajadores (UGT). Además, era militante socialista, siendo en 1933 elegida como secretaria del Grupo Femenino Socialista. Tras la revolución de octubre de 1934, fue clausurada la Casa del Pueblo, por lo que Morán tuvo que ser acogida por sus suegros hasta que la Casa del Pueblo volvió a reabrirse en 1936 tras el triunfo del Frente Popular. Durante la guerra civil española impulsó la promoción de los grupos socialistas femeninos en Asturias y estuvo a la vanguardia de la retaguardia. En mayo de 1937, presidió el pleno en el Centro Obrero de Gijón. Su activismo por la libertad y por la igualdad entre sexos llegó a suponerle la incomprensión de compañeros del Partido Socialista Obrero Español (PSOE) que no aceptaban su protagonismo durante la Segunda República.
En octubre de 1937, tras la caída de Asturias durante la guerra civil, Morán se escondió en una casa de Pola de Laviana. Finalmente, fue descubierta y detenida el 25 de noviembre, siendo llevada a la cárcel cárcel de La Pontona, en Laviana. Sin ser juzgada, fue llevada en un camión hacia Vindoria, siendo fusilada el 26 de noviembre, junto con otros 7 detenidos, tres hombres y cuatro mujeres, entre ellas una embarazada de 8 meses.  Según el relato de los vecinos, hubo otras ejecuciones en Vindoria y en San Esteban de las Cruces.

## Reconocimientos
Desde 2010, un monolito colocado en la Cuesta Vindoria recuerda a Morán y a las otras siete personas asesinadas por los franquistas en el paraje de Vindoria: Joaquina Antuña Morán, Rosario Montes Estrada, Jesusa Alonso Cantora, Ángeles Norniella Rebollada, José Suárez Rodríguez, Luis Alonso Alonso y Avelino Hevia. Cada 26 de noviembre, el equipo socialista rinde un homenaje a los fusilados en la Cuesta Vindoria.